# Кампањ (Ланд)
Кампањ (фр. Campagne) насеље је и општина у југозападној Француској у региону Аквитанија, у департману Ланд која припада префектури Мон де Марсан.
По подацима из 2011. године у општини је живело 964 становника, а густина насељености је износила 28,43 становника/km². Општина се простире на површини од 33,91 km². Налази се на средњој надморској висини од 59 метара (максималној 92 m, а минималној 20 m).

## Демографија
| 1962. | 1968. | 1975. | 1982. | 1990. | 1999. | 2011. |
| ----- | ----- | ----- | ----- | ----- | ----- | ----- |
| 674   | 771   | 682   | 708   | 765   | 840   | 964   |

График промене броја становника у току последњих година